# Волошково (Черновицкая область)
Воло́шково (укр. Волошкове) — село в Сокирянской городской общине Днестровского района Черновицкой области Украины.
До 2020 года входило в Сокирянский район.
Население по переписи 2001 года составляло 773 человека. Почтовый индекс — 60209. Телефонный код — 3739. Код КОАТУУ — 7324083001.